# فريتز كيليه
فريتز كيليه (بالفرنسية: Fritz Keller)‏ (12 أغسطس 1913 - 8 يونيو 1985) لاعب كرة قدم فرنسي راحل كان يجيد اللعب في خط الهجوم.
لعب طوال مسيرته الرياضية في أندية ستراسبورغ (1934-1939) إس إس ستراسبورغ (1939-1944).
مثل منتخب فرنسا في 8 مباريات مسجلا 3 أهداف (1934-1937). شارك مع منتخب فرنسا في بطولة كأس العالم 1934 في إيطاليا حيث خرج من الدور الثمن النهائي.

## وصلات خارجية
- فريتز كيليه على موقع الاتحاد الدولي (مؤرشف)  (الإنجليزية)
- فريتز كيليه على موقع قاعدة بيانات كرة القدم.إي يو (الإنجليزية)
- فريتز كيليه على موقع ناشيونال فوتبول تيمز (الإنجليزية)
- سيرة ذاتية